# Alessandro Dal Lago
Alessandro Dal Lago (Roma, 2 settembre 1947 – Trapani, 26 marzo 2022) è stato un sociologo italiano.
Preside della Facoltà di Scienze della Formazione dell'Università degli Studi di Genova dal 1996 al 2002, è stato inoltre editorialista de il manifesto. Dichiaratamente di sinistra, nella sua produzione si è occupato di teoria e filosofia delle scienze sociali, conflitti armati, sociologia della devianza, ultras, migrazioni e criminalità.

## Biografia
Dal Lago nacque a Roma e passò la prima giovinezza in Toscana. Successivamente si spostò a Milano dove compì gli studi liceali, per poi iscriversi alla Facoltà di Scienze politiche dell'Università degli Studi di Pavia, dove si laureò con lode nel 1970.
A Pavia fu assistente volontario dal 1970 al 1977 e successivamente borsista ministeriale e contrattista presso la stessa Università. Con la stessa qualifica si trasferì presso il Dipartimento di Sociologia dell'Università degli Studi di Milano, dove, dal 1982 al 1992, ricoprì la qualifica di ricercatore.
Nel 1992 diventò professore associato di Sociologia delle arti presso la Facoltà di Lettere dell'Università di Bologna e, dal 1994, ricoprì la carica di professore straordinario di Sociologia dei processi culturali presso la Facoltà di Scienze della Formazione dell'Università di Genova, che diresse in qualità di preside dal 1996 al 2002; fu anche delegato del rettore della stessa Università.
Effettuò soggiorni di ricerca in Francia, Germania, Inghilterra e Stati Uniti.
Nel 1991 fu invitato dalla School of Arts and Sciences della University of Pennsylvania (Philadelphia) dove insegnò Social Theory e Italian Philosophy. Nel semestre autunnale del 2007 fu docente presso la University of California, Los Angeles (UCLA).
Curò o introdusse la pubblicazione di opere di Georg Simmel, Hannah Arendt, Hans Jonas, Zygmunt Bauman, Paul Veyne, Michel Foucault.
Fece parte della redazione di Alfabeta, Il Mulino e Rassegna italiana di sociologia (di cui fu direttore dal 1997 al 2000) e fu redattore di aut aut ed Etnografia e ricerca qualitativa (di cui fu condirettore e cofondatore). Fu membro del comitato scientifico di California Italian studies.
In un suo saggio del 2010, Eroi di carta, affrontò criticamente l'opera e la figura mediatica di Roberto Saviano.
È morto a Trapani nella notte del 26 marzo 2022. Aveva 74 anni.

## Opere
- Alessandro Dal Lago, La produzione della devianza, Milano, Feltrinelli, 1981, ISBN 9788887009156.
- Alessandro Dal Lago e Pier Paolo Giglioli, Etnometodologia, Bologna, Il Mulino, 1983, ISBN 9788815000347.
- Alessandro Dal Lago, L'ordine infranto. Max Weber e i limiti del razionalismo, Milano, Unicopli, 1983, ISBN 9788870614015.
- Alessandro Dal Lago, Il politeismo moderno, Milano, Unicopli, 1985, ISBN 9788867720323.
- Alessandro Dal Lago, Oltre il metodo. Interpretazione e scienze sociali, Milano, Unicopli, 1989, ISBN 9788840001579.
- Alessandro Dal Lago, Il paradosso dell'agire, Napoli, Liguori, 1990, ISBN 9788820719012.
- Alessandro Dal Lago, Descrizione di una battaglia. I rituali del calcio., Bologna, Il Mulino, 1990, ISBN 9788815028761.
- Alessandro Dal Lago e Pier Aldo Rovatti, Elogio del pudore, Milano, Feltrinelli, 1990, ISBN 9788807090202.
- Alessandro Dal Lago e Roberto Moscati, Regalateci un sogno. Miti e realtà del tifo calcistico in Italia, Milano, Bompiani, 1992, ISBN 9788845219597.
- Alessandro Dal Lago e Pier Aldo Rovatti, Per gioco. Piccolo manuale dell'esperienza ludica, Milano, Raffaello Cortina Editore, 1993, ISBN 9788870782561.
- Alessandro Dal Lago, Giuseppe Gario, Giuseppe Barile, Patrizia Galeazzo e Aldo Marchetti, Tra due rive. La nuova immigrazione a Milano, Milano, Franco Angeli, 1994, ISBN 9788820486204.
- Alessandro Dal Lago, Il conflitto della modernità. Il pensiero di Georg Simmel, Bologna, Il Mulino, 1994, ISBN 9788815043108.
- Alessandro Dal Lago, I nostri riti quotidiani. Prospettive nell'analisi della cultura, Genova, Costa e Nolan, 1995, ISBN 9788876482069.
- Alessandro Dal Lago, Giancarlo Gaeta e Carla Bettinelli, Vite attive. Simone Weil, Edith Stein, Hannah Arendt, Edizioni Lavoro, 1996, ISBN 9788879106771.
- Federico Boni, Lo straniero e il nemico. Materiali per l'etnografia contemporanea, a cura di Alessandro Dal Lago, Genova, Costa e Nolan, 1998, ISBN 9788876482960.
- Alessandro Dal Lago e Augusta Molinari, Giovani senza tempo. Il mito della giovinezza nella società globale, Ombre corte, 1999, ISBN 9788887009248.
- Alessandro Dal Lago, Giovani stranieri e criminali, Roma, Manifestolibri, 2001, ISBN 9788872852460.
- Alessandro Dal Lago e Rocco De Biasi, Un certo sguardo. Introduzione all'etnografia sociale, Roma-Bari, Laterza, 2002, ISBN 9788842065418.
- Alessandro Dal Lago, Polizia globale. Guerra e conflitti dopo l'11 settembre, Ombre Corte, 2003, ISBN 9788887009392.
- Alessandro Dal Lago e Emilio Quadrelli, La città e le ombre. Crimini, criminali, cittadini, Milano, Feltrinelli, 2004, ISBN 9788807103551.
- Alessandro Dal Lago, Non-persone. L'esclusione dei migranti in una società globale, Milano, Feltrinelli, 2004, ISBN 9788807817861.
- Alessandro Dal Lago e Serena Giordano, Mercanti d'aura. Logiche dell'arte contemporanea, Bologna, Il Mulino, 2006, ISBN 9788815112941.
- Alessandro Dal Lago, Il business del pensiero. La consulenza filosofica tra cura di sé e terapia degli altri, Roma, Manifestolibri, 2007, ISBN 9788872854815.
- Alessandro Dal Lago e Serena Giordano, Fuori cornice. L'arte oltre l'arte, Torino, Einaudi, 2008, ISBN 9788806193850.
- Alessandro Dal Lago, Alma mater. Quattordici racconti, Roma, Manifestolibri, 2008, ISBN 9788804682462.
- (EN) Alessandro Dal Lago e S. Palidda, Conflict, Security and the Reshaping of contemporary Society. The Civilisation of War., London, Routledge, 2009, ISBN 9780415570343.
- (EN) Alessandro Dal Lago, Non-persons. The exclusion of migrants in a global society, Milan, Ipoc Press, 2009, ISBN 8895145380.
- Alessandro Dal Lago, Eroi di carta. Il caso Gomorra ed altre epopee, Roma, Manifestolibri, 2010, ISBN 9788872855959.
- Alessandro Dal Lago, Le nostre guerre, Roma, Manifestolibri, 2010, ISBN 9788872855966.
- Alessandro Dal Lago, Carnefici e spettatori. La nostra indifferenza verso la crudeltà, Milano, Raffaello Cortina, 2012, ISBN 9788860304605.
- Alessandro Dal Lago, Clic! Grillo, Casaleggio e la demagogia elettronica, Napoli, Cronopio, 2013, ISBN 9788898367023.
- Alessandro Dal Lago, Il politeismo moderno. Saggi sulla cultura del conflitto, Milano, Ipoc Press, 2013, ISBN 9788849825411.
- Alessandro Dal Lago (a cura di), Premessa. La (s)valutazione della ricerca, in All'indice. Critica della cultura della valutazione, Milano, "aut aut" - Il Saggiatore, 2013, ISBN 9788842819349.
- Alessandro Dal Lago e Serena Giordano, L'artista e il potere. Episodi di una relazione equivoca, Bologna, Il Mulino, 2014, ISBN 9788815319432.
- Alessandro Dal Lago, I benpensanti. Contro i tutori dell'ordine filosofico, Genova, Il melangolo, 2014, ISBN 9788870189339.
- Alessandro Dal Lago, Le avventure di Ismail, Genova, Il melangolo, 2015, ISBN 9788870189735. (romanzo)
- Alessandro Dal Lago e Serena Giordano, Graffiti. Arte e ordine pubblico, Bologna, Il Mulino, 2016, ISBN 9788815260475.
- Alessandro Dal Lago, Pacifismo pratico. Sun Tzu e il terrorismo, Genova, Il melangolo, 2016, ISBN 9788869830402.
- Alessandro Dal Lago, Controcorrente. Per una critica anarchica della cultura, Bologna, Il Mulino, 2016, ISBN 9788872858479.
- Alessandro Dal Lago, Eroi e mostri. Il fantasy come macchina mitologica, Bologna, Il Mulino, 2017, ISBN 9788815270832.
- Alessandro Dal Lago, Populismo digitale. La crisi, la rete e la nuova destra, Milano, Raffaello Cortina, 2017, ISBN 9788860309426.
- Alessandro Dal Lago e Serena Giordano, Sporcare i muri. Graffiti, decoro, proprietà privata, Roma, DeriveApprodi, 2018, ISBN 9788865482162.
- Alessandro Dal Lago, Blind Killer. L'Europa e la strage dei migranti, Roma, Manifestolibri, 2018, ISBN 9788872859070.
- Alessandro Dal Lago, Ultime notizie da un paese di merda, Novate Milanese, Prospero, 2018, ISBN 9788885491397. (racconti)
- Alessandro Dal Lago, Massimo Filippi e Antonio Volpe, Genocidi animali, Sesto San Giovanni, Mimesis Edizioni, 2018, ISBN 9788857550466.
- Alessandro Dal Lago, Controstorie. Italiani illustri e no, Novate Milanese, Prospero, 2019, ISBN 9788885491793. (racconti)
- Alessandro Dal Lago, Viva la sinistra: idee per la rinascita, Bologna, Il Mulino, 2019, ISBN 9788815280114.
- Alessandro Dal Lago, Sangue nell'ottagono. Antropologia delle arti marziali miste, Bologna, Il Mulino, 2022, ISBN 9788815295163.